# Kabatina thujae
Kabatina thujae är en svampart som beskrevs av R. Schneid. & Arx 1966. Kabatina thujae ingår i släktet Kabatina och familjen Dothioraceae.   Inga underarter finns listade i Catalogue of Life.